# DPA
Дойче Прессе-Агентур, ДПА (нем. Deutsche Presse-Agentur GmbH) (DPA, в современной немецкой прессе в сносках — dpa) —  крупнейшее немецкое информационное агентство. Осуществляет снабжение текущими новостями на немецком, английском, испанском и арабском языках.

## История
В 1848 году было создано Телеграфное бюро Вольффа (Wolffs Telegraphisches Bureau). В 1934 году оно было объединено с Телеграфным союзом (Telegraphen-Union) в Немецкое информационное бюро (Deutsches Nachrichtenbüro). В 1946 году оно было переименовано во Всеобщее немецкое информационное агентство (Allgemeine Deutsche Nachrichtendienst, ADN), параллельно ему в северных землях была создана Немецкая служба прессы (Deutscher Pressedienst, dpd), в южных землях — Немецкое информационное агентство (Deutsche Nachrichtenagentur, DENA), а в юго-западных землях — Южно-немецкое информационное агентство (Süddeutsche Nachrichtenagentur, Südena). 18 августа 1949 года dpd, DENA и Südena объединились в DPA.. 1 сентября 1949 года на новостной ленте ДПА появилось первое сообщение. В 1988 года у ДПА появились собственные корреспонденты. В 1972 году агентство имело своих представителей в 66 странах и более 100 зарубежных заказчиков. В 1992 году ADN было приватизировано. В 2004 году в штате ДПА работало свыше 800 сотрудников, а бюджет агентства составлял 94 миллиона евро.

## Управление и структура
Является обществом с ограниченной ответственностью, принадлежащим редакциям различных газеты и различным вещательным организациям. Возглавляется Наблюдательным советом (dpa-Aufsichtsrat), Управлением (dpa-Geschäftsführung) и Главной редакцией (dpa-Chefredaktion), в регионах имеются земельные службы (dpa-Landesdienste) и более 50 бюро.:
- Земельная служба Мекленбурга-Передней померании (Landesdienst Mecklenburg-Vorpommern)
- Земельная служба Бранденбурга и Берлина (Landesdienst Berlin/Brandenburg)
- Земельная служба Саксонии-Анхальт (Landesdienst Sachsen-Anhalt)
- Земельная служба Саксонии (Landesdienst Sachsen)
- Земельная служба Тюрингии (Landesdienst Thüringen)
- Земельная служба Севера (Landesdienst Nord)
- Земельная служба Нижней Саксонии и Бремена (Landesdienst Niedersachsen/Bremen)
- Земельная служба Северного Рейна-Вестфалии (Landesdienst Nordrhein-Westfalen)
- Земельная служба Рейнланда-Пфальца и Саара (Landesdienst Rheinland-Pfalz/Saarland)
- Земельная служба Гессена (Landesdienst Hessen)
- Земельная служба Баден-Вюртемберга (Landesdienst Baden-Württemberg)
- Земельная служба Баварии (Landesdienst Bayern)

Штаб-квартира расположена в Гамбурге .

## Деятельность
Целями ДПА являются сбор, переработка и распространение материалов новостного, архивного и иллюстративного содержания. По данным 2004 года, ежедневно ДПА собирает в среднем свыше 800 культурных, экономических, политических и других сообщений, а также около 350 фотоматериалов со всего мира.
Рабочими языками агентства являются немецкий, английский, испанский и арабский.

## Представленность в мире
ДПА тесно сотрудничает с информационными агентствами Австрии и Швейцарии. В 80 странах мира у ДПА имеются представительства. Главный офис английской службы ДПА находится в Корке, испанской службы — в Буэнос-Айресе и Мадриде, арабской службы расположен в Каире.